# Lijst van beelden in Lingewaard
Dit is een (onvolledige) chronologische lijst van beelden in Lingewaard. Onder een beeld wordt hier verstaan elk driedimensionaal kunstwerk in de openbare ruimte van de Nederlandse gemeente Lingewaard, waarbij beeld wordt gebruikt als verzamelbegrip voor sculpturen, standbeelden, installaties, gedenktekens en overige beeldhouwwerken.
Voor een volledig overzicht van de beschikbare afbeeldingen zie: Beelden in Lingewaard op Wikimedia Commons.
| Geplaatst           | Omschrijving                                       | Kunstenaar                           | Straat                                          | Plaats      | Materiaal              | Afbeelding |
| ------------------- | -------------------------------------------------- | ------------------------------------ | ----------------------------------------------- | ----------- | ---------------------- | ---------- |
| 17e of 18e eeuw     | Twee wapendragende leeuwen                         | onbekend                             | Pastoor Pelgrömlaan                             | Gendt       | steen                  | .          |
| onvermeld, 19e eeuw | Beeld Sint Dominicus                               | onvermeld                            | Kloosterlaan, op Kloosterkapel                  | Huissen     |                        |            |
| onvermeld, 19e eeuw | Beeld Thomas van Aquino                            | onvermeld                            | Kloosterlaan op Kloosterkapel                   | Huissen     |                        |            |
| onvermeld, 19e eeuw | Beeld Calvarie, kruisiging van Jesus Christus      | onvermeld                            | Kloosterlaan bij grafkelder Dominicanenklooster | Huissen     |                        |            |
| onvermeld           | Beeld Sint Jozef                                   | onvermeld                            | Helmichstraat op zijgevel nr. 2                 | Huissen     | steen                  |            |
| begin 20e eeuw      | Priestergraf voorzien van een Christus Koningbeeld | onbekend                             | Doelenstraat, begraafplaats Huissen-stad        | Huissen     | steen                  |            |
| 1930                | Heilig Hartbeeld                                   | August Falise                        | van Wijkstraat                                  | Huissen     | natuursteen            |            |
| 1933/1937           | Sint Elisabeth                                     | Mari Andriessen                      | Langekerkstraat                                 | Huissen     | steen                  |            |
| 1946                | Onze Lieve Vrouw van de Bloeiende Betuwe           | onbekend                             | Heuvelsestraat, in de Mariakapel                | Bemmel      | steen                  |            |
| 1947                | Nederlands grafmonument                            | Wim Harzing                          | Doelenstraat                                    | Huissen     | steen                  |            |
| 1948                | Diogenes met de lamp                               | Piet Kurstjens                       | Tempelierstraat                                 | Huissen     | steen                  |            |
| 1950                | Herrijzend Nederland                               | Ed van Teeseling                     | Pastoor Pelgrömlaan                             | Gendt       | steen                  |            |
| 1950?               | Donatus                                            | onbekend                             | Markt, aan Theaterkerk Bemmel                   | Bemmel      | steen                  |            |
| 1953                | Sint Martinus                                      | Ed van Teeseling                     | Nijmeegsestraat, aan de Martinuskerk            | Gendt       | steen                  |            |
| 1954                | Moeder Gods                                        | Kees Berendsen                       | Duisterestraat, Mariakapel                      | Huissen     | brons, reliëf          |            |
| 1954                | Jongen aan de waterkant                            | Lou Manche                           | Cuperstraat, bij IKC Pius X                     | Bemmel      | brons                  |            |
| 1954                | Meisje met blokfluit                               | Lou Manche                           | Cuperstraat, bij IKC Pius X                     | Bemmel      | brons                  |            |
| 1954                | Omhoogkijkende jongen                              | Lou Manche                           | Cuperstraat, bij IKC Pius X                     | Bemmel      | brons                  |            |
| 1957                | Waarom ik?                                         | Jac Maris                            | Kinkelenburglaan                                | Bemmel      | brons                  |            |
| 1958                | Oorlogsmonument                                    | Tiny van Donzel                      | Pannerdenseweg                                  | Doornenburg | brons                  |            |
| 1959                | Sgrafitto                                          | Lou Manche                           | Cuperstraat, bij IKC Pius X                     | Bemmel      |                        |            |
| 1960                | Meisje met pony                                    | Ed van Teeseling                     | Vossenhol                                       | Bemmel      | steen                  |            |
| 1964                | De levensweg                                       | Joop Puntman                         | Gouden Appel                                    | Bemmel      |                        |            |
| 1965                | De Haalderense mens en z'n werk                    | Joop Puntman                         | Mondeweg, van der                               | Haalderen   | steen                  |            |
| 1966                | De Krössel Foekepottend jongetje                   | Kees Berendsen                       | Helmichstraat, bij zorgcentrum Sancta Maria     | Huissen     | brons                  |            |
| 1970                | Liggende tors                                      | Dries Kreijkamp                      | Europalaan                                      | Gendt       | marmer                 |            |
| 1972                | Zo men de sprauwen jaagt, blijven de kersen        | Frans Leferink                       | Dorpsstraat / Schoolstraat                      | Gendt       |                        |            |
| 1977                | De Kraonige Zwaon, Wapendier van Huissen           | Kees Berendsen                       | Markt                                           | Huissen     | brons                  |            |
| 1978                | Carillon                                           | Piet van Wezel                       | Kinkelenburglaan                                | Bemmel      | hout en brons          |            |
| 1978                | De roddelgroep                                     | onbekend                             | Raadhuisplein                                   | Huissen     | brons                  |            |
| 1979                | De wilde man                                       | Auguste Manche                       | Langestraat                                     | Huissen     | brons                  |            |
| 1979                | Johannes van Neercassel                            | Kees Berendsen                       | Conventstraat                                   | Huissen     | brons                  |            |
| 1980                | Keuje                                              | Theo van Wijck                       | Jan Joostenstraat                               | Angeren     | brons                  |            |
| 1982                | Twee pony's                                        | Toon Grassens                        | Markt                                           | Bemmel      | brons                  |            |
| 1984                | Kolken                                             | S. Joosten                           | Kolkweg/ Van der Mondeweg                       | Haalderen   | baksteen               |            |
| 1985                | Bevrijdingsmonument                                | Kilsdonk                             | Mondeweg, van der                               | Haalderen   | brons                  |            |
| 1986                | De gent                                            | Huub en Adelheid Kortekaas           | Waaldijk                                        | Gendt       |                        |            |
| 1986                | Mythische paarden                                  | Jac Maris                            | Julianaweide                                    | Gendt       | brons                  |            |
| 1988                | Gevelreliëf                                        | onbekend                             | Clare van Delwigstraat                          | Doornenburg |                        |            |
| 1989                | Het bloemenmeisje                                  | Servaas Tonk                         | Raadhuisplein                                   | Huissen     |                        |            |
| 1990                | De vlam                                            | Jan van IJzendoorn                   | Julianaplein                                    | Gendt       | baksteen               |            |
| 1990                | Gestapelde kistjes                                 | N. Verbeek                           | Klaphek                                         | Huissen     | hardsteen              |            |
| 1990                | Silhouet in kassen                                 | Hedda Buijs                          | Karstraat, rotonde Floralaan                    | Huissen     | roestvrij staal        |            |
| onvermeld           | Groei in kleur                                     | Herman Meijer                        | Stadswal, op rotonde Helmichstraat              | Huissen     | staal                  |            |
| 1991                | De enter                                           | Jesualda Kwanten                     | Nijmeegsestraat/Vleumingen                      | Gendt       | brons                  |            |
| 1991                | Spelend kind                                       | Niek van Leest                       | Thorbeckeplein                                  | Gendt       | brons                  |            |
| 1992                | Archipel                                           | Jerome Symons                        | Rijndijk                                        | Doornenburg | metaal                 |            |
| 1992                | Majje                                              | Stef Wierink                         | Dorpsstraat, Kinkelplein                        | Bemmel      | brons                  |            |
| 1992                | Poortwachter                                       | Henk Göbel en Marga Carlier          | Arnhemsepoort                                   | Huissen     |                        |            |
| 1993                | De Draagster van Morgen                            | Jac Maris                            | Dorpsstraat / Kapelstraat                       | Gendt       |                        |            |
| 1993                | Vogels                                             | Hetty Heyster                        | Oostervelden                                    | Bemmel      |                        |            |
| 1993                | 'n Halders mins                                    | Bart Janssen                         | Mariaplein                                      | Haalderen   |                        |            |
| 1996                | Stalen tafels                                      | Frans de Wit                         | Kinkelplein                                     | Bemmel      | staal                  |            |
| 1998                | De groene lantaarn van het Verleden                | Sonja Oudendijk                      | Gouden Appel                                    | Bemmel      | koper                  |            |
| 1998                | De koperen lantaarn van het Heden                  | Sonja Oudendijk                      | Gouden Appel                                    | Bemmel      | koper                  |            |
| 1998                | De blauwe lantaarn van de Toekomst                 | Sonja Oudendijk                      | Gouden Appel                                    | Bemmel      | koper                  |            |
| 1999                | Obelisk                                            | Joop Puntman                         | Langestraat bij protestantse kerk               | Huissen     | steen                  |            |
| 2000                | Hier rust zelfstandig Huissen                      | onvermeld                            | Langekerkstraat bij Sint Antoniuskapel          | Huissen     | gedenksteen            |            |
| 2001                | De Vlucht                                          | Renée van Leusden                    | Sterreschans                                    | Doornenburg |                        |            |
| ca. 2003            | Hofnar                                             | Servaas Tonk                         | Kampstuk                                        | Huissen     | brons                  |            |
| 2003                | Impressie van Oud-Huissen 1900-1950                | De Appelkelder                       | Nonnengas                                       | Huissen     | muurschildering        |            |
| 2004                | Houthakker                                         | onbekend                             | Raalt/ Sint Maartenstraat                       | Gendt       | staal                  |            |
| 2005                | Verzonken molen                                    | Martien van Onna                     | Stadsdam                                        | Huissen     | gegalvaniseerd staal   |            |
| 2007                | Wilgenpony                                         | Geert van der Pol                    | Herckenrathweg / Loostraat (rotonde)            | Bemmel      | brons                  |            |
| 2007                | On the move                                        | Peter van de Waal                    | Frankentaler / Stadswal                         | Huissen     | hout                   |            |
| 2008                | De Stoel                                           | Pieter van de Pol en Aukje Gorter    | Hydrangea / Azalealaan                          | Bergerden   | staal, hout            |            |
| 2009                | De zusters                                         | Stef Wierink                         | Dorpsstraat                                     | Bemmel      | brons                  |            |
| 2009                | Lopend vuurtje                                     | VGTO                                 | Essenpassage                                    | Gendt       |                        |            |
| 2009                | Witte wieven                                       | Martien van Onna                     | Huismanstraat, in vijver                        | Huissen     | staal                  |            |
| 2010                | Saamhorigheid                                      | Marjo Wiltingh                       | Eikhof                                          | Gendt       | brons                  |            |
| 2010                | Wij gedenken de vlucht                             | onvermeld                            | Doelenstraat, begraafplaats Huissen-Stad        | Huissen     | metaal op steen        |            |
| 2011                | Dweilorkest                                        | Bas Wierink                          | Dorpsstraat / Loostraat                         | Bemmel      | brons                  |            |
| 2011                | Verdronken Doornik                                 | Maria Roosen                         | Buitenpolder, in het water                      | Doornik     | glas                   |            |
| 2011                | Het Vaandel                                        | Jan van Krieken                      | Stadswal, rotonde met Langekerkstraat           | Huissen     | roestvrij staal        |            |
| 2011                | Exodus-monument                                    | onvermeld                            | Bloemstraat, hoek Tonkpas                       | Huissen     | metaal op steen        |            |
| 2011                | Gildenmonument                                     | onvermeld                            | Vicariestraat bij Stadskerk                     | Huissen     | metaal op steen        |            |
| 2011                | Lasje                                              | Servaas Tonk                         | Walstraat                                       | Huissen     | brons                  |            |
| 2014                | De Klok                                            | Frank Jeurissen Graveertechniek e.a. | Vicariestraat bij Stadskerk                     | Huissen     | brons, steen en metaal |            |
| 2019                | Monument 'Slagveld De Heuvel' (Shermantank)        |                                      | De Vergert/Heuvelsestraat                       | Bemmel      |                        |            |
| ?                   | Tunnelbeeld                                        | onbekend                             | Boerenhoek/ Lodderhoeksestraat                  | Angeren     | staal                  |            |
| ?                   | Gevelreliëf                                        | onbekend                             | Cuperstraat                                     | Bemmel      | steen                  |            |
| ?                   | Watervreugde                                       | Han Aards-Thorig                     | De Strang                                       | Gendt       |                        |            |
| ?                   | Wilde grauwe ganzen                                | onbekend                             | Waaldijk                                        | Gendt       |                        |            |